# Schloss Thurnhof (Zweinitz)

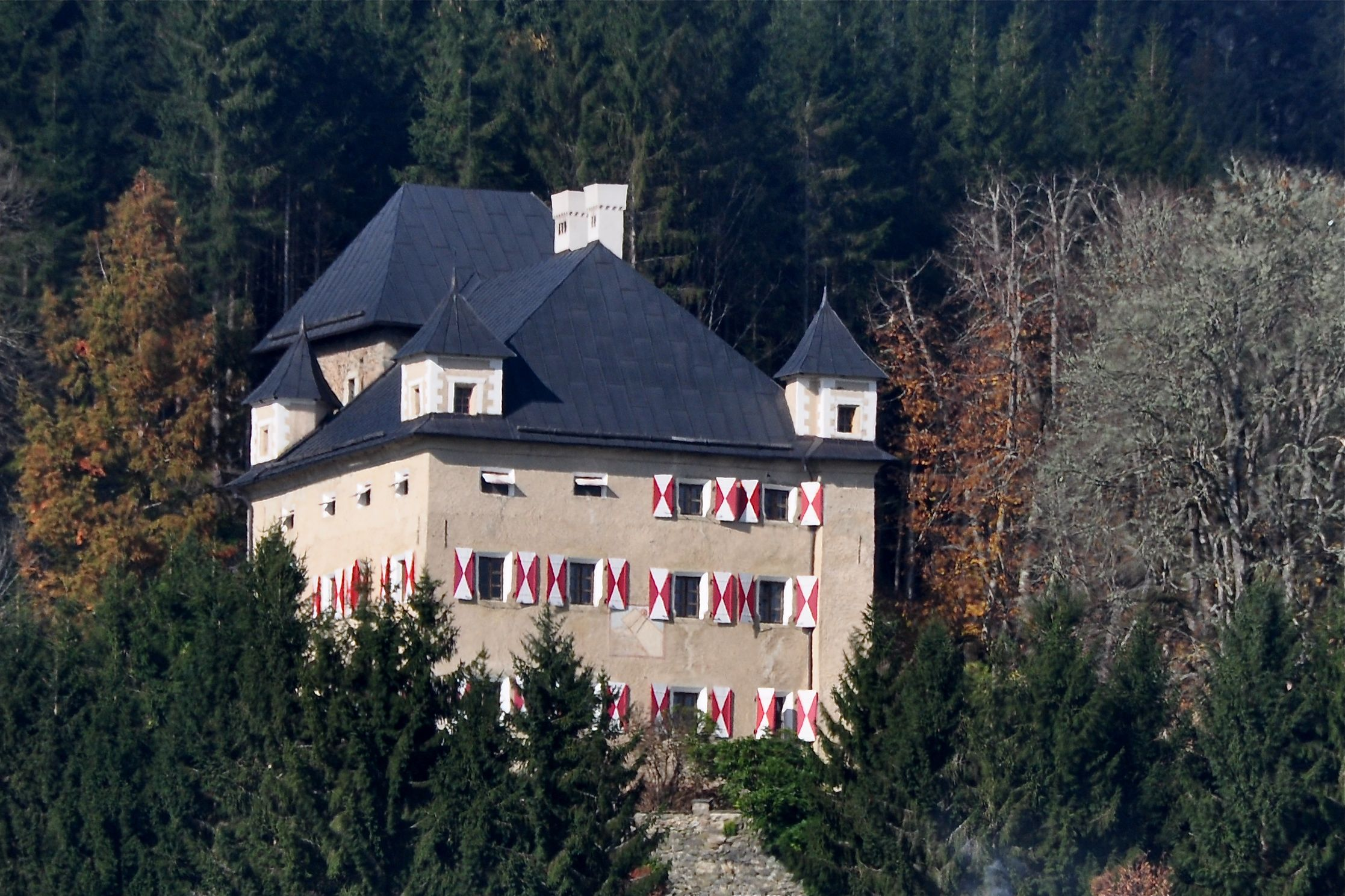
Schloss Thurnhof

Schloss Thurnhof ist ein denkmalgeschütztes Renaissancegebäude bei Zweinitz, einer Ortschaft in der Gemeinde Weitensfeld im Gurktal in Kärnten. Es erhielt seine heutige Gestalt in der zweiten Hälfte des 16. Jahrhunderts.

## Geschichte
Ein Ansitz an dieser Stelle wurde als Pregrat (später Prägrad) urkundlich 1140 erstmals erwähnt. Der Begriff bedeutet so viel wie „Gebiet vor der Burg“, so dass damit offenbar ein Anwesen vor der Burg selbst, die den Namen Thurnhof getragen haben könnte, gemeint war. Der in der Urkunde vom 25. März 1140 erwähnte Meinhalm de Praegrat war Ministeriale des Bistums Gurk, und damit betraut, den umfangreichen Bistumsbesitz in dieser Region zu betreuen. Der Anfang des 13. Jahrhunderts erstmals erwähnte Thurnhof war ebenfalls ein Gurker Lehen. In den Jahren 1246 und 1269 wurde ein Engelbert de Turris (Turm) in Urkunden erwähnt. Im 14. und 15. Jahrhundert war das Anwesen in Besitz der Familie Hofman von Wald.
Das heutige Schloss wurde im 16. Jahrhundert errichtet und erhielt in der zweiten Hälfte des 16. Jahrhunderts seine heutige Gestalt. Um 1550 saß hier der Gurker Domstiftsanwalt Veit Jochner, der den Ausbau des Anwesens veranlasste. Um 1700 übernahm der Leobener Ratsherr Paul Egger jun. den Besitz und ließ das Innere des Schlosses erneuern. Das Schloss blieb von da an rund 200 Jahre lang im Besitz der Grafen von Egger. Nach dem Tod Paul Egger jun. erbte sein Neffe, der Jurist Ferdinand Egger (1693–1753) das Schloss. Anschließend gelangte der Besitz im Erbweg an den Sohn des Ferdinand Egger, Maximilian Thaddäus von Egger und schließlich mit Aufteilungsvertrag vom 22. Februar 1799 an dessen ältesten Sohn Franz von Egger (1768–1836). Mit dem Tod des Franz von Egger ging das Schloss an dessen Sohn und Universalerben Gustav von Egger (1808–1884) über. Um 1890 kaufte die ungarische Holzfirma Uilaky-Hirschler & Sohn den Besitz, 1899 erwarb ihn Karl Funder, in dessen Familie verblieb das Anwesen bis 1989. Seither gehört das Schloss der Familie Treppo.

## Baubeschreibung
Das Schloss liegt westlich außerhalb des Dorfes in beherrschender Lage auf einer kleinen Terrasse über dem nordseitigen Gurkufer. Der wuchtige, drei- bis viergeschoßige und fast würfelförmige Bau wurde an einen älteren Wehrturm angebaut. Die Fassaden sind jeweils vierachsig. An jeder Ecke befindet sich ein aus dem Dach ragendes Türmchen. Von den vier Geschoßen ist das oberste als Speichergeschoß erheblich niedriger und mit kleinen Fenstern ausgestattet. Den Baukörper schirmt talseitig eine zinnenbekrönte Mauer ab.
An der Westseite befindet sich ein schweres, rustikales Portal. Es ist mit der Jahreszahl 1560 bezeichnet, am Schlussstein ist eine Löwenmaske dargestellt. Über dem Portal ist ein von Pilastern gerahmtes Wappenrelief der Familien des Veit Jochner und seiner Gemahlin Barbara (geb. Raidhaupt) aus dem Jahr 1585 angebracht, sowie ein Fresko aus gleicher Zeit. Darüber, befindet sich, wie auch an der Südseite, ein für gekuppeltes Doppelfenster im Stil der Renaissance. Die übrigen Fensterdurchbrechungen stammen teilweise aus neuerer Zeit.